# Дадич, Эди
Эди Дадич (хорв. Edi Dadić; род. 22 декабря 1993 года, Риека) — хорватский лыжник, участник Олимпийских игр в Сочи.
В Кубке мира Дадич дебютировал 11 декабря 2010 года, всего за карьеру стартовал в трёх гонках в рамках Кубка мира, но не поднимался в них выше 71-го места и кубковых очков не завоёвывал. Более регулярно и успешно выступает в Балканском кубке, где дважды занимал второе место в общем итоговом зачёте, в сезонах 2012/13 и 2013/14.
На Олимпийских играх 2014 года в Сочи занял 65-е место в скиатлоне, 69-е место в спринте, 60-е место в гонке на 15 км классическим стилем и 58-е место в масс-старте на 50 км.
За свою карьеру принимал участие в двух чемпионатах мира, лучший результат - 62-е место в гонке на 15 км классическим стилем на чемпионате мира 2011 года.